# 田辺中継局
田辺中継局（たなべちゅうけいきょく）は、和歌山県西牟婁郡白浜町と田辺市にある地上デジタル・AMラジオ・コミュニティ放送の中継局である。
地上波デジタル移行前はアナログテレビも存在した。
（なおFMラジオについては同地区にある槇山中継局を参照の事）

## 中継局概要

### デジタルテレビ
| リモコン キーID | 放送局名           | 物理 チャンネル | 空中線電力 | ERP  | 放送対象 地域 | 放送区域 内世帯数 | 偏波面   |
| --------------- | ------------------ | --------------- | ---------- | ---- | ------------- | ----------------- | -------- |
| 1               | NHK 和歌山総合     | 23ch            | 10W        | 125W | 和歌山県      | 約31,000世帯      | 水平偏波 |
| 2               | NHK 大阪教育       | 13ch            | 10W        | 125W | 全国          | 約31,000世帯      | 水平偏波 |
| 4               | MBS 毎日放送       | 47ch            | 10W        | 87W  | 近畿広域圏    | 約31,000世帯      | 水平偏波 |
| 5               | WTV テレビ和歌山   | 24ch            | 10W        | 87W  | 和歌山県      | 約31,000世帯      | 水平偏波 |
| 6               | ABC 朝日放送テレビ | 15ch            | 10W        | 89W  | 近畿広域圏    | 約31,000世帯      | 水平偏波 |
| 8               | KTV 関西テレビ放送 | 17ch            | 10W        | 89W  | 近畿広域圏    | 約31,000世帯      | 水平偏波 |
| 10              | ytv 讀賣テレビ放送 | 14ch            | 10W        | 89W  | 近畿広域圏    | 約31,000世帯      | 水平偏波 |

### アナログテレビ
2011年7月24日をもって放送終了、廃局
| チャンネル | 放送局名           | 空中線電力        | ERP                  | 放送対象 地域 | 放送区域 内世帯数 | 偏波面   |
| ---------- | ------------------ | ----------------- | -------------------- | ------------- | ----------------- | -------- |
| 50ch       | NHK 和歌山総合     | 映像100W/ 音声25W | 映像1.15kW/ 音声290W | 和歌山県      | 約-世帯           | 水平偏波 |
| 52ch       | NHK 大阪教育       | 映像100W/ 音声25W | 映像1.15kW/ 音声290W | 全国          | 約-世帯           | 水平偏波 |
| 54ch       | MBS 毎日放送       | 映像100W/ 音声25W | 映像1.1kW/ 音声270W  | 近畿広域圏    | 約-世帯           | 水平偏波 |
| 56ch       | WTV テレビ和歌山   | 映像100W/ 音声25W | 映像1.1kW/ 音声270W  | 和歌山県      | 約-世帯           | 水平偏波 |
| 58ch       | ABC 朝日放送       | 映像100W/ 音声25W | 映像1.1kW/ 音声270W  | 近畿広域圏    | 約-世帯           | 水平偏波 |
| 60ch       | KTV 関西テレビ放送 | 映像100W/ 音声25W | 映像1.1kW/ 音声270W  | 近畿広域圏    | 約-世帯           | 水平偏波 |
| 62ch       | ytv 讀賣テレビ放送 | 映像100W/ 音声25W | 映像1.1kW/ 音声270W  | 近畿広域圏    | 約-世帯           | 水平偏波 |

- NHK和歌山総合は2ch、MBSは4ch、WTVは5ch、ABCは6ch、KTVは8ch、ytvは10ch、NHK大阪教育は12chに設定されていた。

### AMラジオ
| 周波数  | 放送局名       | 中継局名 | コールサイン | 空中線電力 | 放送対象 地域 | 放送区域 内世帯数 |
| ------- | -------------- | -------- | ------------ | ---------- | ------------- | ----------------- |
| 1161kHz | NHK 大阪第1    | 田辺     | なし         | 100W       | 近畿広域圏    | 約-世帯           |
| 1233kHz | WBS 和歌山放送 | 田辺白浜 | JOVL         | 100W       | 和歌山県      | 約-世帯           |
| 1602kHz | NHK 大阪第2    | 田辺     | なし         | 100W       | 全国          | 約-世帯           |

### コミュニティ放送
| 周波数  | 放送局名  | コールサイン | 空中線電力 | ERP | 放送対象 地域 | 放送区域 内世帯数 | 偏波面 |
| ------- | --------- | ------------ | ---------- | --- | ------------- | ----------------- | ------ |
| 88.5MHz | FM TANABE | JOZZ7BI-FM   | 20W        | 26W | 田辺市        | 28,316世帯        | -      |

## 所在地

### デジタル・アナログテレビ
- 西牟婁郡白浜町字平草原 「ホテルグリーンヒル白浜」東隣り

南紀白浜空港移転拡張に伴い、鉄塔が航空法の関係で短縮された。

その関係で、かつてテレビ和歌山のみ置局されていた槇山中継局が、受信障害対策として、大阪民放テレビ4局、NHK2波の放送を始めた。　　　

### AMラジオ
- NHK：田辺市秋津町 「会津小学校」北西
- WBS：田辺市新庄町 「南和歌山医療センター」北西

### コミュニティ放送
- FM TANABE 田辺市朝日ヶ丘23-1 「和歌山県西牟婁総合庁舎」

## 放送エリア
- 田辺市・白浜町・みなべ町・上富田町の各一部[3]

## 歴史
下記に記載のない局の開局時期は不明。

### デジタルテレビ
- 2008年12月11日 - 予備免許交付（NHK〈和歌山総合・大阪教育〉）[4]
- 2008年12月15日 - 試験放送開始（NHK〈和歌山総合・大阪教育〉）
- 2009年1月29日 - 予備免許交付（毎日放送・朝日放送・関西テレビ・読売テレビ・テレビ和歌山）[5]
- 2009年2月9日 - 試験放送開始（毎日放送・朝日放送・関西テレビ・読売テレビ・テレビ和歌山）
- 2009年2月26日 - 免許交付
- 2009年3月1日 - 放送開始

### アナログテレビ
- 1964年4月1日 - NHK大阪放送局が中継局を開局。総合はVHF2ch、教育はVHF12chだった（後にUHFへ切り替え）。
- 1968年4月1日 - 在阪広域民放4局の中継局が開局。
- 1971年10月1日 - NHK総合は大阪局から和歌山局へ移管。
- 1974年4月1日 - テレビ和歌山が開局。

### AMラジオ
- 1957年5月21日 - NHK田辺ラジオ中継放送所（第1放送（コールサイン：JOBT））が開局。
- 1959年4月1日 - WBS和歌山放送・田辺白浜放送局（コールサイン：JOVL・出力：100W）が開局。
- 1978年11月23日 - AMラジオ放送の周波数が、10kHz間隔から9kHz間隔に変更された。当中継局の各放送局の周波数も、現在の周波数に変更された。

### コミュニティ放送
- 2009年7月23日 - 予備免許交付[6]
- 2009年8月8日 - 試験放送開始
- 2009年8月31日 - 免許交付
- 2009年9月1日 - 放送開始